# Cloacibacterium
Cloacibacterium ist eine Gattung von Bakterien, deren Typusart Cloacibacterium normanense ursprünglich in Abwässern in Norman, Oklahoma, gefunden wurde. Es ist gramnegativ, unbeweglich (nicht-motil) und fakultativ anaerob. Äußerlich handelt es sich um einen stäbchenförmigen Organismus mit gelber Pigmentierung.
Dieser Organismus wurde 2006 entdeckt unter der Verwendung eines nicht-selektiven Nährmediums, im Gegensatz zu den traditionellen Selektivmedien, die häufig zur Isolierung von Mikroorganismen dienen. In diesem Fall beinhaltete die Methode die Verdünnung von Rohabwasser.

## Systematik
Systematik nach der List of Prokaryotic names with Standing in Nomenclature (LPSN), der Taxonomie des National Center for Biotechnology Information (NCBI) und der Genome Taxonomy Database (GTDB) (wo nicht anders vermerkt, Stand 15. August 2024):
Familie Weeksellaceae García-López et al. 2020
- Gattung Cloacibacterium Allen et al. 2006
  - Spezies Cloacibacterium caeni Chun et al. 2017,
mit B6 alias B 6, JCM 31714 oder KACC 18988, sowie Agg7 und con_3
  - Spezies Cloacibacterium caeni_A (GTDB) – abgetrennt von C. caeni,
mit Isolate2 alias CB-03
  - Spezies Cloacibacterium caeni_B (GTDB) syn. Cloacibacterium sp. CB-01[4] bzw. Flavobacteriales bacterium UBA6196 (NCBI) – abgetrennt von C. caeni,
mit Isolate1 alias CB-01[4] und UBA6196
  - Spezies Cloacibacterium haliotis Hyun et al. 2014,
mit WB 5 alias JCM 18869 oder KACC 17210
  - Spezies Cloacibacterium normanense Allen et al. 2006 (Typusart),
mit NRS 1 alias ATCC BAA-825, CCUG 46293, CIP 108613 oder DSM 15886 (gem. NCBI inkl. Stamm IMET F)
  - Spezies Cloacibacterium rupense Cao et al. 2010,
mit R2A-16 alias CGMCC 1.7656 oder NBRC 104931
  - Spezies Cloacibacterium sp002337005 (GTDB) syn. Flavobacteriales bacterium UBA1937 (NCBI),
mit UBA1937
  - Spezies Cloacibacterium sp002422665 (GTDB) syn. Cloacibacterium sp. IMET F – abgetrennt von C. normanense,
mit IMET F (alias CCUG 46293) und DF_1_3.28
  - Spezies Cloacibacterium sp028864635 (GTDB) syn. Cloacibacterium sp. TD35,
mit TD35
  - Spezies Cloacibacterium sp937973555 (GTDB) syn. uncultured Flavobacteriales bacterium isolate SRR6231180_bin.99_CONCOCT_v1.1_MAG[5],
mit SRR6231180_bin.99_CONCOCT_v1.1_MAG
  - Spezies Cloacibacterium sp. Arc13
  - Spezies Cloacibacterium sp. Arc16
  - Spezies Cloacibacterium sp. GENT20
  - Spezies Cloacibacterium sp. O15.2
  - Spezies Cloacibacterium sp. O16.2
  - Spezies Cloacibacterium sp. R091
  - Spezies Cloacibacterium sp. RBC21
  - Spezies Cloacibacterium sp. Ri1Ps_4651
  - Spezies Cloacibacterium sp. Ri1Pw_5784
  - Spezies Cloacibacterium sp. Ri3Pt_6479
  - Spezies Cloacibacterium sp. U20.2
  - Spezies Cloacibacterium sp. VTT E-073047
  - Spezies Cloacibacterium sp. canine oral taxon 320
  - Spezies …

## Stamm CB-01

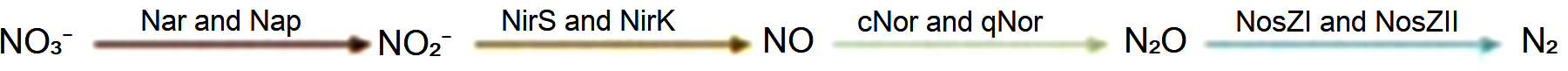
Bakterien mit einem vollständigen Denitrifikationsweg betreiben ihre anaerobe Atmung durch schrittweise Reduktion von NO_{3}^{−} zu N_{2}, katalysiert durch vier Reduktasen, wobei NO_{2}^{−}, NO und N_{2}O als freie Zwischenprodukte entstehen.

Elisabeth G. Hiis von der norwegischen Universität für Umwelt- und Biowissenschaften/Lebenswissenschaften in Ås/Slemmestad und Kollegen haben das Genom und den Stoffwechsel des Stamms CB-01 genauer untersucht.
Unter den Distickstoffmonoxid-atmenden Bakterien (englisch N2O-respiring bacteria, NRB) gibt es solche, die über einen vollständigen Denitrifikationsweg verfügen, und Nitrit (NO2−) bzw. sogar Nitrat (NO3−) über die Zwischenstufe Distickstoffmonoxid (Lachgas, N2O) in Distickstoff (Stickstoffgas, N2) umwandeln.
Nicht-denitrifizierenden Bakterien (engl. non-denitrifying NRB, NNRB) fehlen die Gene zum Abbau von Nitrit/Nitrat zu N2O (insbesondere nirS und nirK). Sie besitzen nur eine oder mehrere Distickstoffmonoxid-Reduktasen (N2O-Reduktasen), wie die Kupferenzyme NosZI und NosZII.
Zu diesen Bakterien gehört, wie vom Team im Frühjahr 2024 veröffentlicht, der von ihnen untersuchte Bodenbakterien-Stamm  CB-01.
Das Genom von  CB-01 enthält das nosZII-Gen, aber keine Gene, die für die dissimilatorische Reduktion von NO3− und N2− kodieren.
Tatsächlich reduziert CB-01 als Reaktion auf Sauerstoffmangel das Treibhausgas Distickstoffmonoxid (N2O) zu harmlosem Distickstoff (N2), kann aber nicht Nitrat und Nitrit (NO3− und N2−) zu Distickstoffmonoxid abbauen.
Der Fakt, dass CB-01 das cNor-Gen besitzt (das für die NO-Reduktase kodiert), bedeutet zwar, dass es im Prinzip Stickoxid (NO) in N2O umwandeln könnte, aber die Ergebnisse deuten auf eine marginale NO-Reduktase-Aktivität hin.

### Relevanz
Landwirtschaftlich genutzte Böden tragen durch die Emission des Treibhausgases N2O erheblich zur globalen Erwärmung bei (Klimakrise), insbesondere, wenn diese mit Nitrat- und/oder Nitrit-haltigem Dünger gedüngt werden.
Eine Eindämmung hat sich bisher als schwierig erwiesen.
Das globale Ausmaß des Problems wird deutlich, wenn man bedenkt, dass sich der Zustrom von reaktivem Stickstoff in die Biosphäre seit der industriellen Revolution praktisch verdoppelt hat, was vor allem auf den durch das Haber-Bosch-Verfahren erzeugten Ammoniak (als Vorstufe für synthetische Düngemittel zurückzuführen) ist.
Die Stickstoffdüngung verursacht Emissionen des Treibhausgases N2O, und zwar aus den landwirtschaftlichen Böden selbst (direkte Emissionen), als auch aus der natürlichen Umwelt durch den Eintrag von reaktivem Stickstoff, der aus den (Düngemittel produzierenden) Betrieben verloren geht (indirekte Emissionen).
Aufgrund seiner speziellen Stoffwechseleigenschaften erschien es interessant, ob das Bodenbakterium CB-01 hier weiterhelfen könnte, denn dieses besitzt mit dem Enzym NosZ die einzige bekannte biologische Senke für N2O.
Elisabeth G. Hiis und ihr Team führten dazu ein Bodeninkubationsexperiment durch, um die Aktivität und die Überlebensfähigkeit von  CB-01 im Boden zu erforschen. Im Labor produzierten Böden, die mit CB-01-haltigen Gärresten, also organischen Abfälle, gedüngt wurden, tatsächlich nur geringe Mengen an N2O.
Die Düngung mit Abfällen aus der Biogaserzeugung, in denen CB-01 aerob auf etwa 6 × 109 Zellen pro Milliliter angewachsen war, reduzierte die N2O-Emissionen je nach Bodentyp um 50–95 %.
Auf europäische Ebene hochskaliert, könnten mit dem Stamm CB-01 die dortigen nationalen anthropogenen N2O-Emissionen um 5–20 % gesenkt werden könnten, bei Einbeziehung anderer organischer Abfälle möglicherweise noch mehr. Dies könnte einen Weg zur kosteneffizienten Reduzierung von N2O-Emissionen eröffnen, für die es derzeit noch keine anderen Minderungsoptionen gibt.